# Francis Michie Shepherd
Sir Francis Michie Shepherd (ur. 6 stycznia 1893, zm. 15 maja 1962) – brytyjski urzędnik konsularny i dyplomata.

## Życiorys
Kształcił się w Oakfield School, University College School w Londynie oraz uniwersytecie w Grenoble. W latach 1914–1919 pełnił służbę wojskową, m.in. w Mezopotamii, Indiach i kampanii afgańskiej w 1919. W 1920 został powołany do brytyjskiej służby zagranicznej pełniąc funkcje w San Francisco, Buenos Aires, Limie, Antwerpii i Hamburgu (1927–1932). Następnie był chargé d’affairs w Port-au-Prince (1932), charge w San Salvador (1932), ministrem-rezydentem i konsulem w Port-au-Prince (1935–1937), p.o. konsula generalnego w Barcelonie (1938), konsulem w Dreźnie (1938–1939) i p.o. konsula generalnego w Gdańsku (1939). Pełniąc tę ostatnią funkcję tylko przez dwa miesiące (lipiec–sierpień), usiłował znaleźć drogi wyjścia z impasu w trudnych stosunkach polsko-niemieckich. W okresie 1939–1940 pracował w Foreign Office. Następnie pełnił funkcję radcy poselstwa i konsula generalnego w Reykjavíku (1940–1942), w Leopoldville (1942), brytyjskiego przedstawiciela politycznego w Helsinkach (1944–1947), konsula generalnego w Batavii (1947–1949), ambasadora w Teheranie (1950–1952) oraz ambasadora w Warszawie (1952–1954), skąd odszedł na emeryturę w 1954.
Utytułowany rycerzem komandorem Orderu Imperium Brytyjskiego KBE (1948); oficerem Orderu Imperium Brytyjskiego OBE (1941); oraz członkiem Orderu Imperium Brytyjskiego MBE (1932).